# (25249) 1998 UV22
1998 يو في 22 (ويعرف أيضًا باسم (25249) 1998 يو في 22 وفق تسمية الكوكب الصغير) (بالإنجليزية: 1998 UV22)‏ هو كويكب ضمن حزام الكويكبات؛ وترتيبه 25249 من حيث الاكتشاف.
اكتُشف هذا الجُرم الفلكي بواسطة تيتسوؤو كاغاوا في 31 أكتوبر 1998.

## وصلات خارجية
- (25249) 1998 UV22 في قاعدة بيانات مختبر الدفع النفاث لأجرام النظام الشمسي الصغيرة

- الاكتشاف · مخطط المدار ·  العناصر المدارية · المعلمات المادية

- (25249) 1998 UV22 على موقع ويكي سكاي: DSS2, SDSS, GALEX, IRAS, Hydrogen α, X-Ray, Astrophoto, Sky Map, Articles and images